# Caladenia orestes
Caladenia orestes är en orkidéart som först beskrevs av David Lloyd Jones, och fick sitt nu gällande namn av G.N.Backh. Caladenia orestes ingår i släktet Caladenia och familjen orkidéer. Inga underarter finns listade i Catalogue of Life.